# Championnat de Belgique féminin de hockey sur gazon
Pour les articles homonymes, voir Championnat de Belgique.
 (septembre 2024).
Le Championnat de Belgique de hockey sur gazon féminin comporte une élite de douze clubs évoluant en « Division Honneur » (DH).
La compétition se déroule annuellement sous forme d'un championnat mettant aux prises les douze clubs. Une saison du championnat commence en été et se termine au printemps suivant. Durant l'hiver, c'est le championnat de hockey en salle qui prend le relais.
Nommé « Division 1 » depuis ses débuts, le championnat prend le nom de « Division Honneur » (DH) à l'aube de la saison 2005-2006.
C'est le R. Uccle Sport qui a remporté le plus de titres consécutifs (21 entre 1966 et 1986) et reste le club le plus couronné avec 23 titres de champion de Belgique.

## Palmarès
| Clubs                    | Titres | Années |
| ------------------------ | ------ | --- |
| R. Uccle Sport           | 23     | 1966, 1967, 1968, 1969, 1970, 1971, 1972, 1973, 1974, 1975, 1976, 1977, 1978, 1979, 1980, 1981, 1982, 1983, 1984, 1985, 1986, 1989, 2009 |
| R. Antwerp H.C.          | 18     | 1953, 1954, 1956, 1957, 1958, 1959, 1960, 1961, 1962 1964, 1965, 2007, 2008, 2010, 2012, 2013, 2015                                      |
| R. Léopold Club          | 14     | 1922, 1923, 1926, 1930, 1936, 1937, 1950, 1951, 1992, 1995, 2000, 2001, 2004, 2005                                                       |
| R. La Rasante            | 14     | 1928, 1929, 1931, 1932, 1938, 1939, 1940, 1941, 1942, 1945, 1987, 1988, 1990, 1991                                                       |
| R. Racing Club Bruxelles | 6      | 1924, 1925, 1927, 1933, 1948, 1949 |
| KHC Leuven               | 5      | 1993, 1996, 1997, 1998, 1999 |
| R. Beerschot HC          | 5      | 1943, 1944, 1946, 1947, 1952 |
| R.T.H.C. Wellington      | 2      | 2011, 2014 |
| Braxgata H.C.            | 2      | 2016, 2017 |
| ARA La Gantoise          | 1      | 2006 |
| KHC Dragons              | 1      | 1994 |
| Parc H.C.                | 1      | 2002 |
| R. Victory H.C.          | 1      | 2003 |

## Organisation

### Format de la compétition
Le championnat de Belgique de hockey sur gazon féminin comporte une élite de douze clubs évoluant en « Division Honneur », appelée Division 1 jusqu'à l'aube de la saison 2005-2006.
Ce championnat dure 22 journées. Au terme de la saison régulière, le premier classé est automatiquement qualifié pour la Coupe des Clubs Champions (EHCCC). Les quatre premiers disputent les demi-finales (le 1er contre le 4e et le 2e contre le 3e), en matchs aller-retour. La finale se dispute au meilleur des trois manches.
Les 9e et 10e doivent disputer des matchs de barrage, en matchs aller-retour, contre les 3e et 4e de la Division Nationale 1. Les deux derniers descendent directement en Division Nationale 1.
| Club                     | Dernière montée | Entraîneur       |
| ------------------------ | --------------- | ---------------- |
| ARA La Gantoise          |                 | Miguel Da Graca  |
| Braxgata H.C.            | 2008            | Xavier Reckinger |
| K.H.C. Dragons           |                 | Gilles Petre     |
| K.H.C. Leuven            | 2012            | Pau Quemada      |
| R. Antwerp H.C.          |                 | Niels Thijssen   |
| R. Evere White Star H.C. | 2011            | Marcelo Orlando  |
| R. Herakles H.C.         | 2012            | Darran Bisley    |
| R. Orée T.H.B.           | 2012            | Lionel Sempoux   |
| R.T.H.C. Wellington      |                 | Simon Letchford  |
| R. Pingouin H.C.N.       | 2011            | Gaëtan Defalque  |
| R. Victory H.C.          |                 | Mick Beunen      |
| Waterloo Ducks H.C.      | 2010            | Xavier De Greve  |